# Фредерик Жолио-Кюри
Жан Фредерик Жолио-Кюри (на френски: Jean Frédéric Joliot-Curie), до брака Жан Фредерик Жолио (Jean Frédéric Joliot), е френски физик, Нобелов лауреат по химия.

## Биография и творчество
Роден в Париж на 19 март 1900 г., той е възпитаник на Висшето училище по физика и химия в родния си град. През 1925 г. той става помощник на Мария Кюри в Радиевия институт, а през 1926 г. се жени за нейната дъщеря, Ирен Кюри. Жолио получава докторска степен след като защитава дисертацията си за електрохимията на радиоактивните елементи.
По времето, когато изнася лекции във Факултета на науките на Парижкия университет, той работи съвместно с жена си при изследването на структурата на атома, по-точно проекцията на ядрото. Това било от първостепенно значение за откриването на неутрона. През 1935 г. те са наградени с Нобелова награда за химия.
През 1937 г. той напуска Радиевия институт и става професор в Колеж дьо Франс (Collège de France), където проучва верижните реакции и изискванията за успешно изграждане на ядрени реактори, които използват ядрено деление, за да произведат енергия, използвайки уран и тежка вода. През 1940 г., когато нацистите настъпват, Жолио успява да изпрати своите трудове и материали в Англия.
По време на окупацията на Франция той взема дейно участие във Френската съпротива. След Втората световна война той става директор на Националния център за научни изследвания (Centre National de la Recherche Scientifique), а на 3 януари 1946 г. е назначен за Върховен комисар на Комисариата по атомна енергия. През 1948 г. той ръководи изграждането на първия френски атомен реактор. Предан на комунизма, той е освободен от тази служба по политически причини. През 1950 г. получава Сталинска награда за мир от съветското правителство. Въпреки че запазва професорското си място в Колеж дьо Франс, когато жена му умира на 17 март 1956 г., той поема нейните функции на председател на катедрата по ядрена физика в Сорбоната.
Фредерик Жолио е член на Френската академия на науките и на Академията по медицина; произведен е в Кавалер на Почетния легион. Той посвещава последните години от своя живот на създаването на център за ядрена физика в Орсе (Orsay). Инициатор е за създаването на Световния съвет на мира.
Фредерик Жолио умира на 14 август 1958 година.

## Памет
На Фредерик Жолио-Кюри е наречена улица в кварталите „Изток“ и „Изгрев“ в София (Карта).